# SŽD-Baureihe ТГМ4
Die Lokomotiven der SŽD-Baureihe ТГМ4 (deutsche Transkription TGM 4) der Sowjetischen Eisenbahnen (SŽD) sind breitspurige Diesellokomotiven mit dieselhydraulischer Kraftübertragung vorrangig für den Rangierdienst. Sie gelten als Weiterentwicklung der SŽD-Baureihe ТГМ3 und SŽD-Baureihe ТГМ6.

## Geschichte
Die SŽD-Baureihe ТГМ4 ist eine vierachsige Diesellok mit hydrodynamischer Kraftübertragung, konstruiert auf der Basis der Lokomotiven SŽD-Baureihe ТГМ3 und SŽD-Baureihe ТГМ6 von der Diesellokfabrik Ljudinowo. Gegenüber der Vorgängervariante wurde für den nicht ganz erfolgreichen Dieselmotor M 753 die Motoren der Reihen 211 D-1, 211 D-2 bzw. 211 D-3 verwendet. Diese Motoren wurden auch bei den Triebwagen der Reihe АЧО verwendet und haben eine Leistung von 750 PS (552 kW)  bei 1400/min. Es sind Motoren mit 210 mm Kolbendurchmesser und 210 mm Kolbenhub. Auf der Diesellokomotive ТГМ4 ist ein Ballast von 15 t eingerichtet.
Die erste Versuchslok wurde 1973 ausgeliefert. Von der Grundvariante wurden 2659 Lokomotiven gebaut.

## Modifikationen

### ТГМ4A
Der Unterschied zu der Basisvariante ist der, dass bei ihr der Ballast nur 3 t beträgt, dadurch ist bei dieser Variante ein geringeres Reibungsgewicht von 68 t vorhanden. Die modifizierte Variante ТГМ4А hat ebenso ein anderes Achsgetriebe.
Die erste Versuchslok wurde 1971 hergestellt. Insgesamt wurden 2918 Maschinen gebaut. Die Maschine trug auch die Bezeichnung ТГМ4L, wo L folglich leichte Variante bedeutet.
Die ТГМ4 und die ТГМ4А sind ausgerüstet mit dem Strömungsgetriebe UGP 750/202 PR 2, das mit einem Strecken- und einem Rangiergang ausgestattet ist.

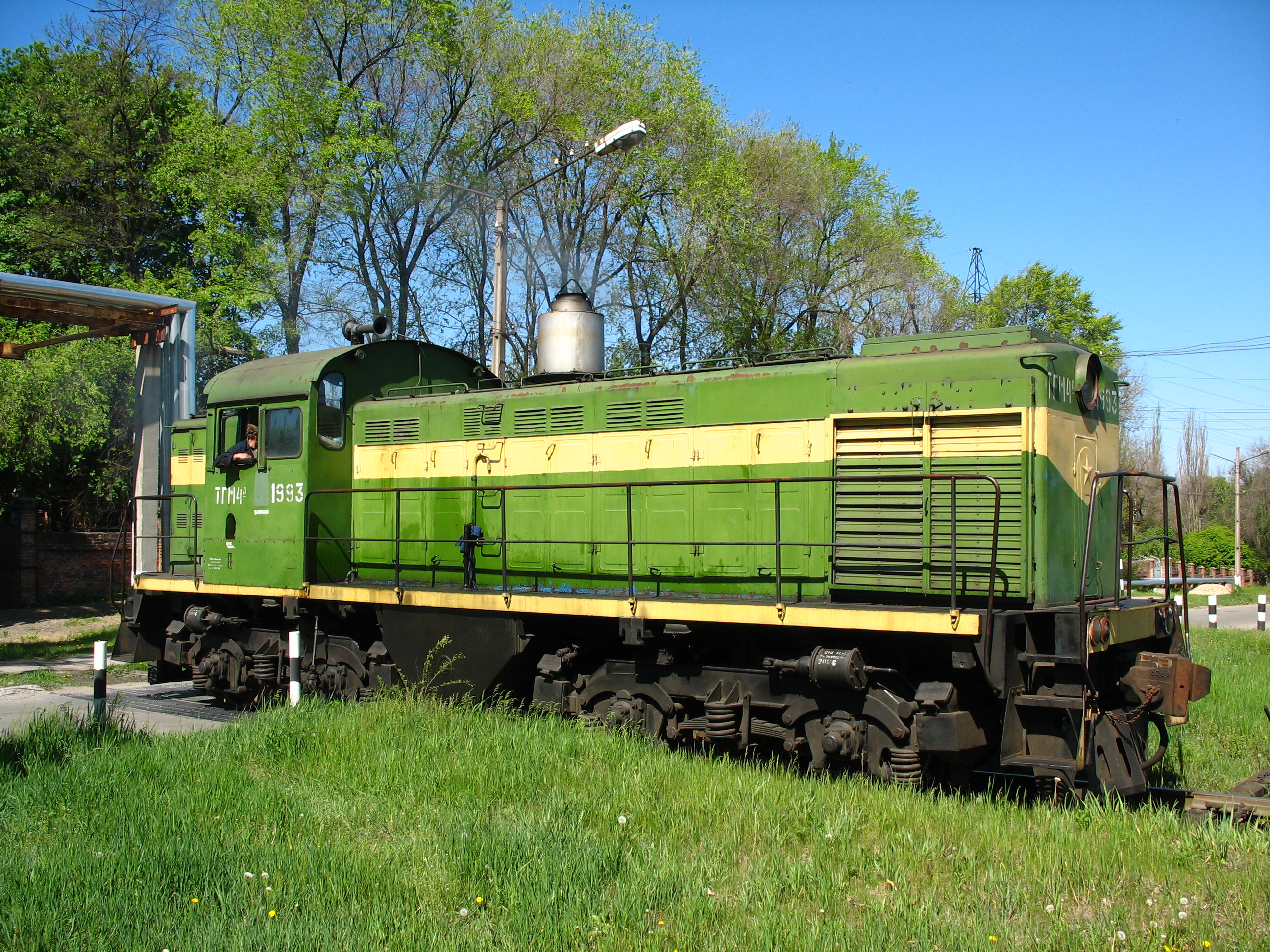
ТГМ4А-1993
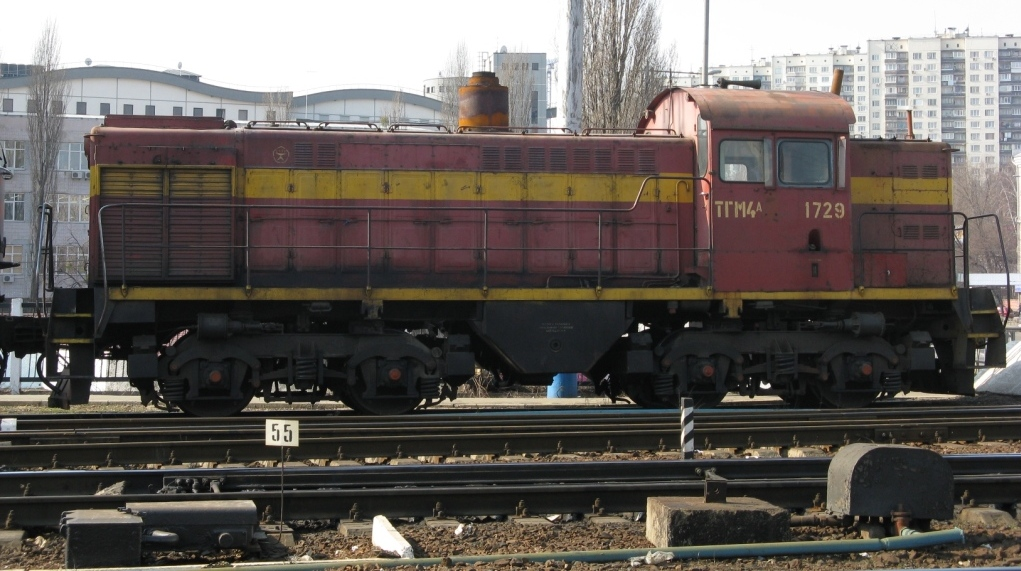
ТГМ4А-1729

### ТГМ4B
Diese Variante ist modernisiert und wurde geschaffen auf der Basis der ТГМ4 und modifiziert von der ТГМ6D. Sie ist ausgerüstet mit dem Dieselmotor 211 D-3M mit einer Leistung von 815 PS (599 kW). Dadurch wurde die konstruktive Geschwindigkeit der Lokomotive von 55 km/h auf 65 km/h gesteigert. Die Lokomotiven haben unterschiedliche Kabinen für den Lokführerstand. Im  Juni 2014 waren 1077 Lokomotiven ausgeliefert, und die Produktion wird noch fortgesetzt. Von der Nummer 985 an sind die Lokomotiven mit anderen Drehgestellen ausgerüstet.

### ТГМ4BL
Diese Variante ist die verkleinerte Variante der ТГМ4B mit 68 t Reibungsgewicht. Eine geringere Stückzahl wurde als Variante für den Export abgeleitet. Acht Dieselloks wurden hergestellt für den Betrieb in tropischen Gebieten für den Export nach Kuba. Da der Verkauf nicht zustande kam, wurden sie an Industriegebiete in klimatisch anspruchsvollen Gebieten von Wüstengegenden vergeben.